# آنری د اورلئان، کنت پاریس
آنری د اورلئان، کنت پاریس (انگلیسی: Henri d'Orléans, Count of Paris؛ زادهٔ ۱۴ ژوئن ۱۹۳۳ – درگذشته ۲۱ ژانویه ۲۰۱۹) یک سیاست‌مدار، و نویسنده اهل فرانسه بود.
او با نام آنری هفتم یکی از مدعیان پادشاهی سرنگون شده فرانسه بود. او به عنوان یکی از بازماندگان لوئی فیلیپ (دوره پادشاهی ۱۸۳۰–۱۸۴۸) بزرگ شاخه اورلئان بود. آنری د اورلئان افسر بازنشسته ارتش و نیز نقاش و نویسنده و همچنین دریافت‌کننده نشان لژیون دونور بود.